# مانويل هيريديا
مانويل هيريديا (بالإسبانية: Manuel Heredia)‏ هو لاعب كرة قدم ومدرب كرة قدم بيروفي، ولد في 9 يناير 1986 في ليما في بيرو. شارك مع منتخب بيرو لكرة القدم. أما مع النوادي، فقد لعب مع أليانزا ليما وسيينسيانو ونادي سبورتينغ كريستال.

## وصلات خارجية
- مانويل هيريديا على موقع قاعدة بيانات كرة القدم.إي يو (الإنجليزية)
- مانويل هيريديا على موقع ناشيونال فوتبول تيمز (الإنجليزية)
- مانويل هيريديا على موقع Soccerway.com (الإنجليزية)
- مانويل هيريديا على موقع عالم كرة القدم.نت (الإنجليزية)